# Простому человеку
«Простому человеку» (пол. Do prostego człowieka) — стихотворение Юлиана Тувима, впервые опубликованное в ежедневной газете Польской социалистической партии «Работник» (Robotnik) от 27 октября 1929 года. Стихотворение сразу же приобрело популярность благодаря своему сильному пацифистскому антивоенному посланию; его насмешкам над милитаризмом, шовинистическим пылом и истерией; и возложением вины на власть имущих, получающих выгоду от развязывания войн, в которых участвуют простолюдины.
Стихотворение обычно читалось как выражение разочарования поэта в режиме Юзефа Пилсудского и его всё более воинственной риторике.
При этом его открыто критиковали как левые, так и правые журналисты. Правые дошли до того, что предложили повесить Тувима за то, что он якобы способствовал дезертирству среди польских солдат. Тувим защищался, говоря, что его стихотворение направлено против наступательных войн, а не оборонительных. Несмотря на критику, стихотворение сразу стало популярным в Польше.
Впоследствии стихотворение было переведено на английский Марселем Вейландом. Оно также приобрело новую популярность благодаря многочисленным рок-группам, исполнявшим его на своих концертах. Одна из самых известных подобных интерпретаций принадлежит польской рок-группе Akurat. Стихотворение также было использовано анархо-панк-группой Włochaty в песне Spacer w deszczu bomb.